# Championnat d'Ouzbékistan de football 2006
Navigation
Saison précédente Saison suivante
La saison 2006 du Championnat d'Ouzbékistan de football est la quinzième édition de la première division en Ouzbékistan, organisée sous forme de poule unique, l'Oliy Liga, où toutes les équipes se rencontrent deux fois au cours de la saison. En fin de saison, les deux derniers du classement sont relégués et remplacés par les deux meilleurs clubs de Birinchi Liga, la deuxième division ouzbek.
C'est le Pakhtakor Tachkent, quadruple tenant du titre, qui remporte à nouveau le championnat cette saison après avoir terminé en tête du classement final, avec six points d'avance sur le Neftchi Ferghana et sept sur le Nasaf Qarshi. C'est le 7e titre de champion d'Ouzbékistan de l'histoire du club, qui réussit un cinquième doublé consécutif en s'imposant en finale de la Coupe d'Ouzbékistan, face au Mash'al Mubarek.

## Clubs participants
- Pakhtakor Tachkent
- Neftchi Ferghana
- Sogdiana Jizzakh
- FK Boukhara
- Navbahor Namangan
- Lokomotiv Tachkent
- FK Shurtan Guzar
- PFK Andijan - Promu de Birinchi Liga
- FK Kyzylkum Zarafshan
- Traktor Tachkent
- Topolon Sariosiyo
- FK Xorazm Urganch - Promu de Birinchi Liga
- FK Samarqand-Dinamo
- Nasaf Qarshi
- Metallurg Bekabad
- Mash'al Mubarek

## Compétition
Le barème de points servant à établir le classement se décompose ainsi :
- Victoire : 3 points
- Match nul : 1 point
- Défaite : 0 point

### Classement
| Rang | Équipe                  | Pts | J  | G  | N | P  | Bp | Bc  | Diff |
| ---- | ----------------------- | --- | -- | -- | - | -- | -- | --- | ---- |
| 1    | Pakhtakor Tachkent T'C' | 77  | 30 | 25 | 2 | 3  | 84 | 12  | +72  |
| 2    | Neftchi Ferghana        | 71  | 30 | 23 | 2 | 5  | 60 | 23  | +37  |
| 3    | Nasaf Qarshi            | 70  | 30 | 22 | 4 | 4  | 63 | 33  | +30  |
| 4    | Mash'al Mubarek         | 60  | 30 | 18 | 6 | 6  | 50 | 28  | +22  |
| 5    | Traktor Tachkent        | 49  | 30 | 15 | 4 | 11 | 51 | 46  | +5   |
| 6    | FK Kyzylkum Zarafshan   | 48  | 30 | 14 | 6 | 10 | 51 | 37  | +14  |
| 7    | Navbahor Namangan       | 44  | 30 | 13 | 5 | 12 | 46 | 35  | +11  |
| 8    | FK Samarqand-Dinamo     | 40  | 30 | 12 | 4 | 14 | 39 | 39  | 0    |
| 9    | Lokomotiv Tachkent      | 38  | 30 | 10 | 8 | 12 | 39 | 55  | -16  |
| 10   | PFK Andijan P           | 35  | 30 | 10 | 5 | 15 | 46 | 52  | -6   |
| 11   | FK Boukhara             | 34  | 30 | 9  | 7 | 14 | 35 | 34  | +1   |
| 12   | FK Shurtan Guzar        | 32  | 30 | 10 | 2 | 18 | 43 | 55  | -12  |
| 13   | Topalang Sariosiyo      | 31  | 30 | 9  | 4 | 17 | 40 | 58  | -18  |
| 14   | Metallurg Bekabad       | 28  | 30 | 7  | 7 | 16 | 36 | 45  | -9   |
| 15   | Sogdiana Jizzakh        | 24  | 30 | 7  | 3 | 20 | 23 | 48  | -25  |
| 16   | FK Xorazm Urganch P     | 3   | 30 | 0  | 3 | 27 | 21 | 127 | -106 |

|  | Qualification pour la Ligue des champions 2007                                      |
|  | Relégation directe en Birinchi Liga                                                 |
|  | T: Tenant du titre C: Vainqueur de la Coupe d'Ouzbékistan P: Promu de Birinchi Liga |

## Bilan de la saison
| Championnat d'Ouzbékistan de football 2006 |                               |
| Champion                                   | Pakhtakor Tachkent (7e titre) |
| Coupes et trophées                         |                               |
| Vainqueur de la Coupe d'Ouzbékistan 2006   | Pakhtakor Tachkent            |
| Qualifications continentales               |                               |
| Ligue des champions 2007                   | Pakhtakor Tachkent            |
| Ligue des champions 2007                   | Neftchi Ferghana              |
| Promotions et relégations                  |                               |
| Promus en Oliy Liga                        | PFK Kuruvchi Tachkent         |
| Promus en Oliy Liga                        | FK Vobkent                    |
| Relégués en Birinchi Liga                  | Sogdiana Jizzakh              |
| Relégués en Birinchi Liga                  | FK Xorazm Urganch             |